# Cryptostylidinae
Cryptostylidinae é uma subtribo de orquídeas classificada na tribo Diurideae, composta por espécies terrestres, distribuidas por praticamente todos os países do sudeste asiático e Oceania, diversas em áreas restritas, dispersas por ambientes variados conforme a espécie. Entre as Diurideae, a subtribo Cryptostylidinae pode ser reconhecida facilmente por serem as únicas plantas cujas flores não ressupinam e tem o labelo fixo e imóvel. Cryptostylidinae é composta por apenas vinte e quatro espécies, divididas por dois gêneros, um deles uni-específico. Cryptostylidinae está mais proximamente relacionadas às tribos Diuridineae e Thelymitrinae, do que às outras quatro tribos de Diuriedae.
Além das caraterísticas já citadas, todas as espécies desta subtribo são plantas geófitas glabras; sem tubérculos, com longas raizes carnosas; com ou sem folhas as quais, quando presentes, são mais longas que largas, eretas, coriáceas e pecioladas; inflorescência racemosa, com flores de cores pouco vistosas, com sépalas e pétalas parecidas porém ligeiramente diferentes; labelo quase sempre muito mais largo que os outros segmentos, com lobo intermediário glabro ou pubescente; coluna curta e apoda com quatro polínias.

## Publicação e sinônimos
- Cryptostylidinae Schlechter, Bot Jahrb. Syst., 45:381 (1911).

Tipo: Cryptostylis R.Br. (1810).

## Gêneros
- Coilochilus: raízes verrucosas, flores que medem menos de 2 mm, labelo de tamanho similar aos outros segmentos florais.
- Cryptostylis: raízes glabras, flores que medem mais de 15 mm, labelo muito maior que os outros segmentos florais.